# Dynów
Dynów (ucraineană Динів, latină Dinoum, idiș דינאוו) este un oraș în Polonia.